# Maria Butyter
Maria Butyter (ur. 28 grudnia 1922 w Łucku, zm. 8 grudnia 2011 w Krakowie) – polska bibliotekarka, w latach 1956–1983 kierowniczka biblioteki Zakładowego Domu Kultury Huty im. Lenina w Krakowie, z wykształcenia polonistka. 

## Życiorys
Była córką oficera Wojska Polskiego, podpułkownika Eugeniusza Butytera, i Janiny z domu Wojtowicz. W czasie okupacji niemieckiej, którą spędziła w Rzeszowie, była związana z Józefem Szczepańskim „Ziutkiem”.
W 1945 zdała maturę w Prywatnym Żeńskim Liceum w Rzeszowie. W tym samym roku podjęła studia polonistyczne na Uniwersytecie Jagiellońskim, w pierwszym roczniku powojennym. Studia te ukończyła w 1951 roku. W końcowych latach studiów pracowała zarobkowo jako nauczycielka języka polskiego w Szkole Podstawowej nr 29 w Krakowie oraz jako dziennikarka w „Echu Krakowa”.
W 1952 otrzymała przydział do pracy na terenie Nowej Huty, początkowo jako instruktor kulturalno–oświatowy, a potem w radiowęźle na terenie hoteli robotniczych. W 1956 objęła funkcję kierowniczki biblioteki Zakładowego Domu Kultury Huty im. Lenina w Krakowie–Nowej Hucie. W 1974 roku biblioteka zdobyła puchar ZG ZZH we współzawodnictwie zakładowych bibliotek związkowych i pretendowała do miana biblioteki wzorcowej. Z tej okazji w kwietniu 1975 roku przedstawiciele Państwowej Rady Bibliotecznej podczas sesji wyjazdowej zwiedzili bibliotekę.
W 1978 roku scenariusz imprezy Słynne krakowianki autorstwa Marii Butyter został nagrodzony na Giełdzie programowej placówek kulturalno-wychowawczych pionu hutniczego w Krynicy. Maria Butyter pełniła funkcję kierowniczki biblioteki Zakładowego Domu Kultury Huty im. Lenina do 1983. Należała do Polskiej Zjednoczonej Partii Robotniczej, z której wystąpiła w październiku 1981 roku.

## Nagrody i odznaczenia
- 1966: Odznaka Zasłużonego działacza Kultury[7]
- 1970: Srebrna Odznaka za Pracę Społeczną dla Miasta Krakowa[8]
- 1975: nagroda Ministra Kultury i Sztuki wręczona podczas uroczystości Dnia Działacza Kultury (1975)[9]
- 1978: Nagroda im. Heleny Radlińskiej III stopnia przyznana przez Ministra Kultury i Sztuki[10][11][12]
- 1983: Wpis do Księgi Zasłużonych dla Nowej Huty[potrzebny przypis]
- 1985: Złoty Krzyż Zasługi[potrzebny przypis]

## Odbiór
Danuta Szymońska, dyrektorka Ośrodka Kultury im. C.K. Norwida, w 2009 wskazała Marię Butyter pośród wybitnych osób, które miały istotny wpływ na dzieje Nowej Huty. Szymońska oceniła, że Maria Butyter prowadziła bibliotekę „nowocześnie i perspektywicznie”, „z talentem kompletując zespół pracowników i bardzo kompetentnie profilując księgozbiór, upowszechniając literaturę i czytelnictwo z rozmachem i świadomością wartości”.